# Division 1 (Bélgica) 1976-77
La Primera División de Bélgica 1976/77 fue la 74.ª temporada de la máxima competición futbolística en Bélgica.

## Tabla de posiciones
| Pos | Equipo               | PJ | PG | PE | PP | GF | GC | Pts | DG  | Notas                                                |
| --- | -------------------- | -- | -- | -- | -- | -- | -- | --- | --- | ---------------------------------------------------- |
| 1   | Club Brugge K.V.     | 34 | 23 | 6  | 5  | 72 | 30 | 52  | +42 | Clasificado a la Copa de Campeones de Europa 1977-78 |
| 2   | RSC Anderlechtois    | 34 | 21 | 6  | 7  | 74 | 37 | 48  | +37 | Clasificado a la Recopa de Europa 1977-78            |
| 3   | Standard Liège       | 34 | 18 | 9  | 7  | 51 | 26 | 45  | +25 | Clasificado a la Copa de la UEFA 1977-78             |
| 4   | R.W.D. Molenbeek     | 34 | 18 | 8  | 8  | 62 | 37 | 44  | +25 | Clasificado a la Copa de la UEFA 1977-78             |
| 5   | KSC Lokeren          | 34 | 15 | 8  | 11 | 53 | 39 | 38  | +14 |                                                      |
| 6   | KSV Waregem          | 34 | 14 | 7  | 13 | 46 | 39 | 35  | +7  |                                                      |
| 7   | Royal Antwerp FC     | 34 | 13 | 9  | 12 | 43 | 49 | 35  | -6  |                                                      |
| 8   | Cercle Brugge K.S.V. | 34 | 12 | 11 | 11 | 58 | 53 | 35  | +5  |                                                      |
| 9   | K Beerschot VAV      | 34 | 11 | 13 | 10 | 58 | 51 | 35  | +7  |                                                      |
| 10  | Lierse S.K.          | 34 | 14 | 6  | 14 | 47 | 50 | 34  | -3  |                                                      |
| 11  | FC Winterslag        | 34 | 12 | 8  | 14 | 44 | 45 | 32  | -1  |                                                      |
| 12  | K.V. Kortrijk        | 34 | 11 | 10 | 13 | 42 | 47 | 32  | -5  |                                                      |
| 13  | SK Beveren-Waas      | 34 | 11 | 9  | 14 | 35 | 43 | 31  | -8  |                                                      |
| 14  | Beringen FC          | 34 | 8  | 10 | 16 | 40 | 57 | 26  | -17 |                                                      |
| 15  | RFC Liégeois         | 34 | 10 | 5  | 19 | 39 | 79 | 25  | -40 |                                                      |
| 16  | R. Charleroi S.C.    | 34 | 8  | 9  | 17 | 30 | 50 | 25  | -20 |                                                      |
| 17  | KV Mechelen          | 34 | 6  | 8  | 20 | 38 | 67 | 20  | -29 | Descenso a la Division II                            |
| 18  | A.S.V. Oostende K.M. | 34 | 6  | 8  | 20 | 39 | 72 | 20  | -33 | Descenso a la Division II                            |

PJ = Partidos jugados; PG = Partidos ganados; PE = Partidos empatados; PP = Partidos perdidos; GF = Goles a favor; GC = Goles en contra; Pts = Puntos; DG = Diferencia de goles